# Klara's Top 100
Klara's Top 100 is een jaarlijks terugkerende muzieklijst "aller tijden" op de Vlaamse klassieke muziekradiozender Klara waarbij luisteraars voor hun 100 favoriete klassieke composities kunnen stemmen.

## Geschiedenis
De eerste uitzending van Klara's Top 100 vond plaats op 19 november 2005. Het was toen nog een Top 75, naar aanleiding van de 75ste verjaardag van de uitvinding van de radio. Er werd toen een lijst met 150 klassieke werken opgesteld op basis van de vaakst aangevraagde stukken in het dagelijkse verzoekprogramma "Sylvia". Luisteraars mochten hieruit hun favorieten kiezen en stemmen. Alle werken zijn geselecteerd volgens werk en componist, niet qua uitvoering.

## Succes
Het idee was aanvankelijk bedoeld als een knipoogje naar andere radiozenders die jaarlijks ook Top 100en "aller tijden" organiseren, zij het rond popmuziek en rock. De eerste editie kreeg echter veel bijval en sindsdien is het een jaarlijkse traditie op de zender geworden. Sinds 2011 is de Top 75 ook tot een volwaardige Top 100 uitgegroeid. De uitzending moest hierdoor wel over een gans weekend, respectievelijk van 9.00u tot 18.00u, worden uitgespreid om alle muzikale fragmenten integraal te kunnen draaien. Traditiegetrouw wisselen de presentatoren elkaar ook om de drie uur af. Net als andere zenders brengt ook Klara cd's uit met alle composities die in de lijst beland zijn. Johann Sebastian Bach domineert meestal de top 10. Opvallend is ook de aanzienlijke hoge notering van enkele Vlaamse componisten zoals August De Boeck en Peter Benoit elk jaar.

## Wisselend tijdstip van uitzending
Het tijdstip waarop deze Top 100 wordt uitgezonden wisselt elk jaar. Van 2005 tot 2007 vond het in november plaats, respectievelijk 19 november, 18 november en 11 november. In 2008 werd het naar 14 december verplaatst, in 2009 naar 31 oktober en in 2010 opnieuw 13 december. Tussen 2011 en 2012 werd het plots in het voorjaar georganiseerd, respectievelijk op 2 en 3 april en 11 en 12 februari. In 2013 keerde het evenement terug naar 16 en 17 november.
De editie van 2020 werd op 20 en 21 februari 2021 uitgezonden. Op 27 en 28 november volgde dan de editie van 2021.